# 双山県 (吉林省)
双山県（そうざん-けん）は中華人民共和国吉林省にかつて存在した県、現在の双遼市双山鎮に相当する。
1914年（民国3年）、遼源県より分割設置された。満州国が成立すると1940年（康徳7年）に遼源県と統合され双遼県に改編された。